# Juan Miguel Zunzunegui
Juan Miguel Zunzunegui (1975, Ciudad de México) es un escritor y conferencista mexicano, conocido por su enfoque hispanista y revisionista de la historia de México. A lo largo de su carrera, ha publicado varias obras literarias y ensayos históricos en los que busca desmitificar algunos de los episodios más relevantes del pasado mexicano, ofreciendo una perspectiva diferente a la tradicionalmente aceptada. Además de su faceta como escritor, Zunzunegui se ha destacado por su presencia en medios de comunicación, donde participa en programas y pódcasts sobre historia, cultura y política. Su estilo de escritura se caracteriza por un lenguaje accesible, lo que le ha permitido llegar a un amplio público tanto en México como en el extranjero.

## Trayectoria
Es licenciado en Ciencias de la Comunicación por la Universidad Anáhuac, y aunque es ampliamente conocido por abordar temas históricos en sus libros y conferencias, no posee formación académica en historia ni es historiador profesional.
Zunzunegui es licenciado en Comunicación y maestro en Humanidades por la Universidad Anáhuac. Además, cuenta con una formación académica multidisciplinaria, siendo especialista en Filosofía por la Universidad Iberoamericana. Realizó un posgrado en Marxismo y Materialismo Histórico en la Fundación de Investigadores Marxistas y la Universidad Complutense de Madrid, y se especializó en religiones monoteístas en la Universidad Hebrea de Jerusalén. Asimismo, obtuvo el grado de Doctor en Humanidades por la Universidad Latinoamericana en México.
A lo largo de su carrera, ha sido reconocido por su capacidad de análisis histórico, especialmente en temas relacionados con la historia de México y la filosofía. Su enfoque crítico y revisionista ha sido clave en sus publicaciones, en las que cuestiona y reinterpreta eventos históricos, desafiando versiones tradicionales y generando debate en torno a estos temas. Además de su trabajo académico y literario, Zunzunegui ha participado activamente en conferencias, programas de televisión y radio, así como en plataformas digitales donde ofrece su perspectiva sobre historia, política y religión.

## Obras
Su estilo de divulgación mezcla narrativa filosófica, crítica política y revisionismo histórico, lo que le ha ganado popularidad en redes sociales, pero también críticas por parte de académicos y especialistas por la falta de rigor metodológico en sus interpretaciones históricas.
En sus obras y entrevistas públicas, adopta posturas polémicas sobre la historia oficial de México y el papel de España durante la conquista, las cuales han sido consideradas por algunos sectores como ideológicamente afines al conservadurismo, aunque él se presenta como un pensador independiente.
Zunzunegui ha sido criticado por presentar opiniones personales como hechos históricos y por contribuir a la desinformación en temas complejos del pasado mexicano.
Se ha destacado como autor de numerosas obras en las que combina la historia, la filosofía y la literatura, con un enfoque crítico y accesible, pero sin fundamento. Sus libros suelen abordar temas relacionados con la historia de México, buscando desmitificar y reinterpretar eventos clave desde una perspectiva revisionista; sin embargo, su falta de preparación en el tema le resta mucho a su trabajo. Entre sus obras más conocidas se encuentran La tiranía de las ideas, Falsificar la historia, y Los mitos que nos dieron traumas, donde explora temas como la conquista de México, la independencia y la Revolución Mexicana.
Su estilo literario es dinámico y directo (pero sin fundamentos sólidos) lo que le ha permitido llegar a un amplio público. 
Además de su obra histórica, ha incursionado en la narrativa con novelas como El misterio del Águila, donde mezcla ficción y realidad histórica (más ficción que realidad) transportando al lector a diferentes épocas del México antiguo. Su trabajo ha sido reconocido por su capacidad de generar debate y reflexión en torno a los mitos y realidades que conforman la identidad mexicana.

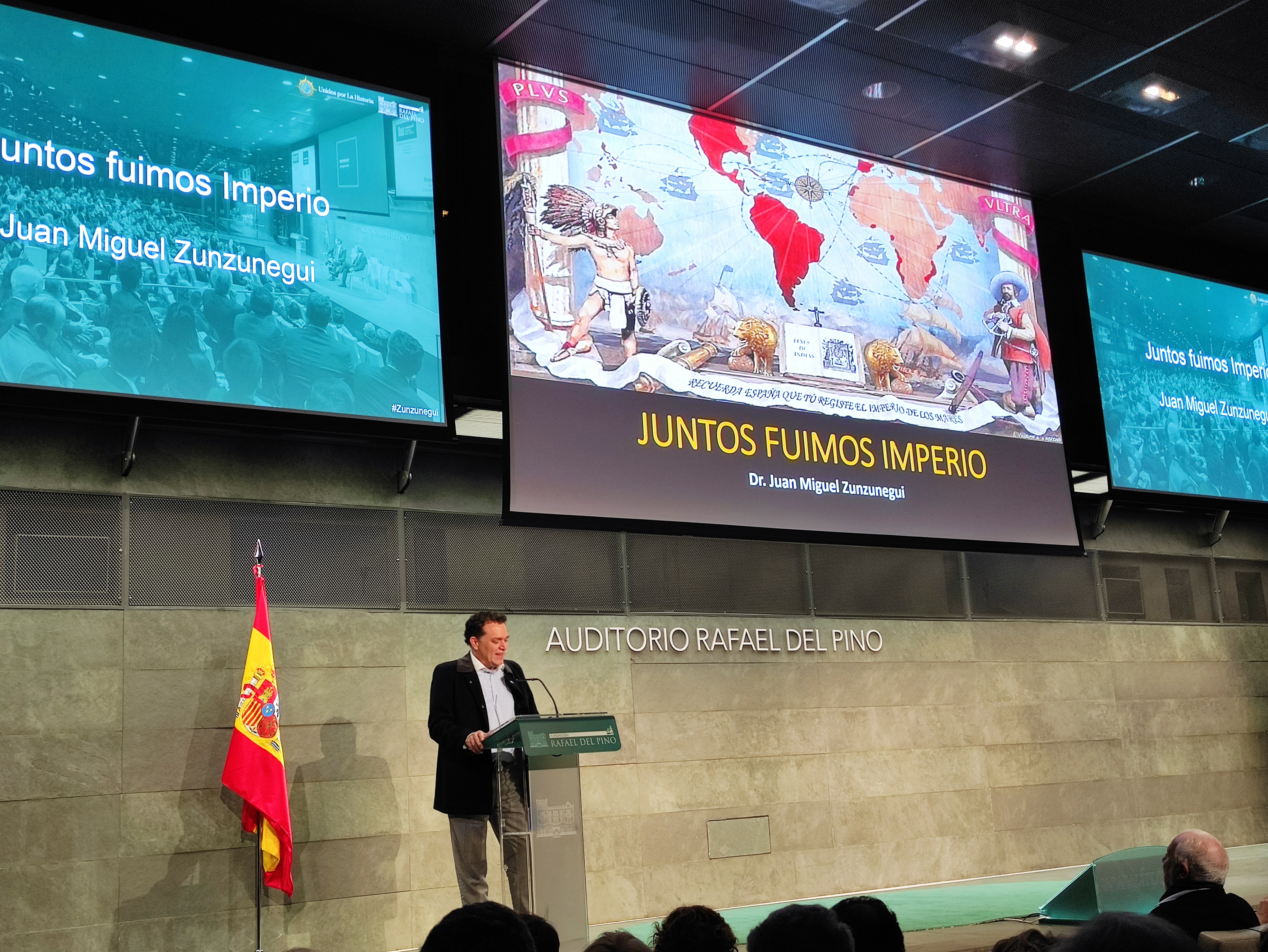
Juan Miguel Zunzunegui en una charla en Madrid en 2024